# António José de Almeida

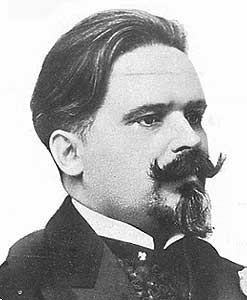
António José de Almeida

António José de Almeida [ɐ̃ˈtɔniw ʒuˈzɛ dɨ aɫˈmɐjðɐ] (* 27. Juli 1866 in Vale de Vinha, São Pedro de Alva; † 31. Oktober 1929 in Lissabon) war ein portugiesischer Politiker aus der Zeit der ersten Republik. Er war Gründer der Evolutionistischen Partei (PRE), Innen- und Kolonialminister seines Landes, von 1916 bis 1917 Premierminister und von 1919 bis 1923 Präsident von Portugal. Unter den Präsidenten der ersten portugiesischen Republik war er der einzige, der eine volle Amtszeit amtierte.

## Leben
De Almeida war bereits in seiner Jugend Anhänger republikanischer Ideen. Als Medizinstudent publizierte er den Artikel „Braganza, der letzte“ (Bragança, o último), mit dem er sich über König Karl I. lustig machte, was ihm drei Monate Gefängnishaft einbrachte. Später ging er in die Kolonien: zunächst nach Angola, danach nach São Tomé, wo er als Arzt praktizierte.
Er fungierte zwischen dem 5. Oktober 1910 und dem 3. September 1911 als Innenminister (Ministro do Interior) in der Regierung von Premierminister Teófilo Braga. Am 16. März 1916 übernahm er als Nachfolger von Afonso Costa selbst das Amt als Premierminister (Presidente do Ministério) und bekleidete dieses bis zum 25. April 1917, woraufhin Afonso Costa wiederum sein Nachfolger wurde. In seinem Kabinett bekleidete er zwischen dem 16. März 1916 und dem 25. April 1917 zusätzlich den Posten als Kolonialminister (Ministro das Colónias).
Am 5. Oktober 1919 löste António José de Almeida João do Canto e Castro als Präsident von Portugal ab. Er bekleidete dieses Amt bis zu seiner Ablösung durch Manuel Teixeira Gomes am 5. Oktober 1923. Unter den Präsidenten der ersten portugiesischen Republik war er der einzige, der eine volle Amtszeit amtierte.
Almeida war Freimaurer und wurde 1929 zum Großmeister gewählt, konnte das Amt aber wegen schwerer Krankheit nicht antreten.